# 鄭維桓
鄭維桓，浙江慈溪人，明朝官員，同進士出身。

## 生平
永樂十三年（1415年），中進士，授監察御史。永樂十九年（1421年），因進言忤旨，貶為交阯南靖州知州，死於任上。